# Недашківський Віктор Іванович
Ві́ктор Іва́нович Недашкі́вський (18 вересня 1988 — 4 вересня 2024) — український військовослужбовець, волонтер, учасник російсько-української війни, повний кавалер ордена «За мужність».

## Життєпис
З 2014 року очолював Малинську самооборону; був керівником районної організації УНА-УНСО. З побратимами із «Малинської сотні» створював перші блокпости на в'їздах до міста, навчав молодь військовій справі. У 2015 році долучився до лав збройних сил України.
Був радником Малинського міського голови.
З початком повномасштабного вторгнення захищав Україну, волонтерив.
Загинув 4 вересня 2024 року.
Похований 5 вересня 2024-го в Малині на Алеї Героїв нового міського кладовища. У Малині оголошено день трауру.

## Нагороди
- Медаль «Захиснику Вітчизни» (11 листопада 2024, посмертно) — за особисту мужність, виявлену у захисті державного суверенітету та територіальної цілісності України, самовіддане виконання військового обов’язку[3]
- Орден «За мужність» I ступеня (26 липня 2024) — за особисту мужність, виявлену у захисті державного суверенітету та територіальної цілісності України, самовіддане виконання військового обов’язку[4]
- Орден «За мужність» II ступеня (22 травня 2022) — за особисту мужність і самовіддані дії, виявлені у захисті державного суверенітету та територіальної цілісності України, вірність військовій присязі[5]
- Орден «За мужність» III ступеня (7 березня 2019) — за особисті заслуги у зміцненні обороноздатності, захисті державного суверенітету і територіальної цілісності України, зразкове виконання службового обов’язку[6][7].